# Imogen Cooper
Imogen Cooper, (28 de agosto de 1949, Londres, Inglaterra) es una pianista clásica británica.
Hija del musicólogo Martin Cooper, estudió en Londres con Kathleen Long, en Paris con Jacques Février e Yvonne Lefébure, perfeccionándose en Viena con Alfred Brendel, Jörg Demus y Paul Badura-Skoda. Especialista en obras de Franz Schubert y Robert Schumann, también se destaca en composiciones contemporáneas como el estreno de Traced Overhead de Thomas Adès. Es notable su colaboración con el barítono austriaco Wolfgang Holzmair en ciclos de canciones.
En 2007 fue nombrada comendadora de la Orden del Imperio Británico